# Psychologisches Experiment
Das psychologische Experiment ist eine der hauptsächlichen Forschungsmethoden der Psychologie.
Im Vergleich zu dem Vorbild des naturwissenschaftlichen Experiments besteht der wesentliche Unterschied darin, dass kein „Objekt“, sondern ein freiwillig teilnehmender und selbstbewusster Mensch, ein erlebendes Subjekt, in der Rolle als Versuchsperson aufgrund einer psychologischen Instruktion bestimmte Aufgaben unter den künstlichen Bedingungen eines Labors oder in einer anderen standardisierten Situation erfüllt.
Die Möglichkeiten und Grenzen des Experiments  im Vergleich zu anderen Methoden und Richtungen der Psychologie sind oft diskutiert worden und bleiben umstritten (zur Geschichte und zu den Kontroversen siehe Experimentelle Psychologie).

## Versuchsplanung

### Hypothesenbildung
Jedes Experiment soll in einem theoretischen Bezugssystem, auch unter Berücksichtigung vorausgegangener Experimente, in Kenntnis von deren Ergebnissen und Problemen erfolgen, und eine bestimmte Fragestellung haben.
Jedem psychologischen Experiment geht die genaue Ausarbeitung der Hypothesen und der Alternativhypothesen voraus, wobei die wesentlichen Begriffe und Methoden definiert und expliziert werden (siehe operationale Definition, Explikation).
Zur genauen Fassung der Hypothesen gehören auch die statistische Formulierung der Hypothesen und die Angabe der vorgesehenen statistischen Prüfverfahren. Das Experiment soll die empirische Entscheidung zwischen den Hypothesen ermöglichen. Deshalb laufen nachträgliche Veränderungen des Versuchsplans hinsichtlich Fragestellung, Hypothesenbildung, Versuchsdurchführung, Datenverarbeitung und statistischer Prüfung dem Zweck des Experiments zuwider.

### Experimental- und Kontrollgruppe
In der Regel werden die Versuchspersonen (Vpn) in Experimental- und Kontrollgruppen eingeteilt. In einem „echten“ Experiment geschieht diese Einteilung nach dem Zufallsprinzip, in einem „Quasiexperiment“ bestehen unterschiedliche Gruppen bereits (z. B. Männer vs. Frauen; Land- vs. Stadtbewohner). In der Experimentalgruppe (EG) wird die unabhängige Variable (UV) manipuliert (die UV ist die Variable, deren Einfluss untersucht werden soll; die Ausprägung der UV bezeichnet man als „Treatment“). In der Kontrollgruppe (KG) geschieht dies nicht, oder es wird ein anderes Treatment verwendet, dessen Unterschied zum EG-Treatment untersucht werden soll. Nach dem Treatment wird die abhängige Variable (AV, die Variable, die sich durch die Manipulation der UV verändern soll) in Experimental- und Kontrollgruppe gemessen. Die Ausprägung der AV in der Kontrollgruppe wird als baseline bezeichnet. Der Unterschied zwischen baseline und der Messung in der Experimentalgruppe wird auf den Effekt der UV zurückgeführt.
Hierbei ist es wichtig, Alternativerklärungen ausschließen zu können, indem alle Variablen außer der UV konstant gehalten werden (siehe Interne Validität). Daher ist es ausschlaggebend, dass nicht von vornherein Unterschiede zwischen Kontroll- und Experimentalgruppe vorliegen. Durch „nicht-äquivalente“ EG und KG können die Ergebnisse eines Experimentes verfälscht werden (siehe Kontrolle von Störfaktoren). Daher kommt der zufälligen Zuteilung der Vpn zu den Versuchsbedingung eine hohe Bedeutung zu.
In der Methodenlehre psychologischer Experimente wurde eine Vielzahl von einfachen und komplizierten Forschungsdesigns entwickelt, die oft mit den statistischen Auswertungsstrategien oder Modellierungen eng verknüpft sind.

### Weitere Prinzipien des psychologisch-experimentellen Arbeitens
Zwei von Wilhelm Wundts häufig zitierten Definitionsmerkmalen eines Experiments (Experimentelle Psychologie) beziehen sich primär auf die Psychophysik und gelten nur eingeschränkt auf anderen Gebieten. Der Gesichtspunkt der planmäßigen Auslösbarkeit des untersuchten Vorgangs (allerdings nicht durch die Vp, sondern durch den Versuchsleiter) trifft in der Regel zu, doch gibt es Fälle, in denen das Eintreten des interessierenden Vorgangs abgewartet werden muss.
Auch die Forderung eines Zustandes „gespannter Aufmerksamkeit“ der Selbstbeobachtung stammt aus der Psychophysik und ist darüber hinaus allgemein wichtig, wenn von der Versuchsperson oder dem Versuchsleiter genaue Beobachtungen erwartet werden.
Eine Untersuchung muss noch weitere Bedingungen erfüllen, um dem wissenschaftlichen Anspruch des Experiments gerecht zu werden:
- Informierte Einwilligung der Versuchsperson: Vorliegen einer (schriftlichen) Erklärung mit der Zustimmung der Versuchsperson sowie Hinweis auf den Datenschutz.
- Standardisierung der Durchführung und Auswertung des Experiments.
- Protokollierung: Genaue Aufzeichnung der gesamten Versuchsplanung: Hypothesenbildung, Auswahl und Gruppierung der Versuchspersonen, gesamter Versuchsaufbau, geplante Versuchsdurchführung, Strategien zur Kontrolle (Begrenzung) von Versuchsleitereffekten und methodenbedingter Reaktivität der Versuchspersonen (Reaktivität (Sozialwissenschaften)), Erfassung und Auswertung der Daten einschließlich der vorgesehenen statistischen Verfahren sowie Protokollierung des tatsächlichen Versuchsablaufs, eventueller Besonderheiten und Störungen.
- Wiederholbarkeit (Replikation, Reproduzierbarkeit): Ein Experiment muss so genau beschrieben werden, dass es in demselben Labor oder in einem zweiten Labor von einem anderen qualifizierten Untersucher bei Einhaltung der definierten Versuchsbedingungen wiederholt werden kann. Allerdings kann dieser Standard in kurzen Zeitschriften-Publikationen kaum mehr erreicht werden.
- Entscheidung über die Hypothesen und Interpretation: Das Ergebnis ist im Zusammenhang mit der bisherigen Forschung zu dieser Fragestellung zu interpretieren und hinsichtlich der eventuell bestehenden Methodenprobleme sowie hinsichtlich einer konstruktiven Weiterführung zu diskutieren.

## Arten von Experimenten
- Labor- und Feldexperimente: Laborexperimente ermöglichen eine weitgehende Kontrolle der Untersuchungssituation und bestimmter Störfaktoren, unterliegen jedoch wie Feldexperimente den Einflüssen der Reaktivität der Versuchsperson in der Laborsituation. Die Ergebnisse von Feldexperimenten sind stärker durch Störfaktoren beeinträchtigt, können jedoch wegen ihrer Alltagsnähe eine höhere ökologische Validität bzw. externe Validität haben.

- Echte Experimente und Quasi-Experimente: Echte Experimente weisen alle oben genannten Eigenschaften auf. Insbesondere sind sie durch eine zufällige (randomisierte) Verteilung der Versuchspersonen auf die Experimental- und die Kontrollgruppe und die Manipulation der unabhängigen Variablen gekennzeichnet. Bei Quasi-Experimenten bestimmen bereits vorhandene Eigenschaften der Versuchspersonen (z. B. der Schweregrad einer vorhandenen Störung) oder deren Selbstselektion (zum Beispiel: eigenständige Entscheidung darüber, welche von mehreren angebotenen Behandlungsbedingungen ein Patient eingeht) über ihre Gruppenzugehörigkeit. Kausalaussagen in Quasi-Experimenten sind daher erschwert. Der Versuchsplan echter Experimente wird als experimentelles Design, der Versuchsplan von Quasi-Experimenten als quasi-experimentelles Design bezeichnet (siehe Forschungsdesign).

Interne Validität besteht, wenn die Veränderung der abhängigen Variable eindeutig auf die Variation der unabhängigen Variable zurückgeführt werden kann (keine Alternativerklärung). Externe Validität liegt vor, wenn das Ergebnis in der Stichprobe auf andere Personen, Situationen und Zeitpunkte verallgemeinert (generalisiert) werden kann.

## Probleme des psychologischen Experimentes

### Versuchspersonenmotivation
Noch weitgehend ungeklärt ist, wie sich die Motive der Versuchspersonen auf die Versuchsergebnisse auswirken. An psychologischen Experimenten nehmen in aller Regel Freiwillige teil, z. B. weil sie Interesse an der Wissenschaft haben oder auf das Geld aus sind, das es oft als Belohnung für die Teilnahme gibt. Außerdem sind Studierende der Psychologie oft verpflichtet, eine vorgegebene Anzahl an Stunden als Versuchspersonen zu dienen. Nach einer Untersuchung von Sears waren die Versuchspersonen der 1985 veröffentlichten sozialpsychologischen Experimente zu 74 % Studierende. Diese Auswahl der Versuchspersonen (Gelegenheitsstichprobe) unterscheidet sich also systematisch von der Gesamtpopulation und ist wegen fehlender Zufallsauswahl noch nicht einmal für die Teilpopulation der Studierenden repräsentativ. Die Generalisierbarkeit bzw. externe Validität der Ergebnisse ist sehr fraglich.

### Versuchsleitereffekte
Relativ gut erforscht sind „Versuchsleitereffekte“, deren Wirksamkeit in zahlreichen Experimenten nachgewiesen wurde. Zu unterscheiden sind Versuchsleitereffekte, die durch bestimmte Fehler in der Versuchsdurchführung und Auswertung entstehen,  jedoch nicht zufällig, sondern zugunsten der Hypothese ausfallen, und Versuchsleiter-Erwartungseffekte, bei denen die Erwartungen (Motivation, Einstellung) und die eigenen Hypothesen des Versuchsleiters mehr oder minder unbemerkt die Ergebnisse beeinflussen (siehe Rosenthal-Effekt,  Greenspoon-Effekt).
Versuchsleiterfehler können durch eine computerunterstützte Durchführung und automatische Registrierung verringert werden, Erwartungseffekte durch einen Doppelblindversuch. Der Doppelblindversuch  ist ein Forschungsdesign, bei dem weder die Untersuchten, noch der Versuchsleiter zum Zeitpunkt der Datenerhebung wissen, ob der Untersuchte zur Experimentalgruppe oder zur Kontrollgruppe gehört (z. B. Medikament und wirkungsloses Präparat, Placebo). Damit die Erwartungen des Versuchsleiters nicht das Verhalten der Versuchsperson beeinflussen, werden also die Rollen des forschenden Experimentators und des Versuchsleiters getrennt.

### Techniken zur Kontrolle von Störfaktoren
Die wichtigste Technik zur Kontrolle von Störfaktoren ist die Randomisierung, d. h. Versuchspersonen werden nach dem Zufallsprinzip auf Experimental- und Kontrollgruppen aufgeteilt. Diese Zufallszuweisung ist ein wichtiges Kennzeichen eines guten Experiments. Damit soll erreicht werden, dass mögliche ergebnisbeeinflussende (und eventuell noch unbekannte) Unterschiede, die die Vpn ins Experiment mitbringen, gleich stark in allen Versuchsbedingungen repräsentiert sind.
Je größer die Anzahl der Vpn, desto größer ist die Chance, dass die Randomisierung ihren Zweck erfüllt. Bei kleiner Anzahl von Vpn und bei bestehenden Annahmen über wichtige Unterschiede ist das alternative Vorgehen das Parallelisieren der Untersuchungsgruppen bzw. das Matching einander entsprechender Vpn. Die Probanden werden von vornherein so aufgeteilt, dass das betreffende Merkmal in allen Gruppen gleich stark präsent ist (Beispiel: Gleiche Geschlechterverteilung in allen Versuchsbedingungen). Falls es hinreichend viele Vpn gibt,  können bei dieser „statistischen Zwillingsbildung“ mehrere Personenmerkmale berücksichtigt werden.
Die Methodenlehre der Experimentalpsychologie enthält zahlreiche Regeln und Hinweise, wie mögliche Störfaktoren berücksichtigt werden können, zum Beispiel durch systematische Permutation von Bedingungen. So sollten in einem Versuchsplan mit täglicher Wiederholung der Datenerhebung die Experimental- und Kontrollbedingungen in gemischter Folge geplant werden, also nicht einheitlich am Tag 1 Bedingung A und am Tag 2 Bedingung B, sondern auch in umgekehrter Reihenfolge, da es sonst zu einer Konfundierung zwischen Treatment und Situationsmerkmalen sowie den Effekten der Wiederholung an sich kommen kann.

## Wissenschaftstheoretische Aspekte und Kritik

### Sonderstellung des psychologischen Experiments
Untersuchungen mit und an Menschen haben – außer der berufsethischen Seite – eine Sonderstellung in wissenschaftstheoretischer Hinsicht. Mit Blick auf Wundts Leipziger Labor hat Kurt Danziger (1990) aus psychologiehistorischer Sicht die systematische Einführung des Experiments und dessen sozial-konstruktive Eigenart analysiert. Hier findet eine Aufteilung der Rollen zwischen dem organisierenden „Versuchsleiter“ und der die Daten gebenden „Versuchsperson“ statt, während in einem naturwissenschaftlichen Experiment die Rolle des Beobachters meist auf die Ablesung von Messwerten und die Registrierung von Daten beschränkt ist.
Versuchsleiter und Versuchsperson bilden ein neues Bezugssystem, das aufgrund dieser Abhängigkeiten wissenschaftstheoretische und praktische Konsequenzen hat (siehe hierzu die Bestimmung des allgemeinen Aufforderungscharakters und der speziellen demand characteristics sowie Aspekte der Reaktivität (Sozialwissenschaften)).

### Kontextabhängigkeit und Generalisierbarkeit
Die Gesichtspunkte der internen und der externen Gültigkeit sind durch eine genauere Diskussion der Kontextabhängigkeit und der Generalisierbarkeit zu ergänzen.
Die Frage der Kontextspezifität von Erklärungshypothesen gehört bereits in die anfängliche  Explikation der Theorie und in die zugehörigen Entscheidungen zur Methodik, d. h. der operationalen Definition der theoretischen Konstrukte (Gadenne, 1976, Westermann, 2000). Welche Geschehenstypen, im Hinblick auf welche Anwendungssituationen und auf welche Population von Personen sollen repräsentiert werden?
Auch Carl Friedrich Graumann argumentiert, dass grundsätzlich eine Kontextabhängigkeit der experimentellen Ergebnisse besteht. Kontext meint hier die Gesamtheit der neben der experimentell kontrollierten unabhängigen Variable einwirkenden relevanten Bedingungen: die Verfassung der Versuchsteilnehmer, die erlebte Situation der Untersuchung und der objektive Versuchsaufbau (Setting) und wichtige allgemeine und soziale  Rahmenbedingungen, die methodenbedingte Reaktivität der Versuchsperson, die Interaktion von Versuchsleiter und Versuchsperson  und andere kontextuelle Variablen.
Die Frage der Generalisierbarkeit stellt sich grundsätzlich, wenn Forschungsergebnisse aus dem Labor in die Praxisfelder der Psychologie übertragen werden sollen. Inwieweit können experimentelle Ergebnisse verallgemeinert werden: auf ähnliche Untersuchungsbedingungen in demselben Labor, auf andere Laboratorien (cross-laboratory), auf alltägliche Bedingungen (ökologische Validität)?
Die Frage der empirischen Generalisierbarkeit hat mehr Bedeutung erlangt seit die Begriffe kausale Erklärung und Gesetz in der neueren wissenschaftstheoretischen Diskussion der Psychologie durch vorsichtigere Formulierungen von statistischen Erwartungen ersetzt werden, da die zur Formulierung von Gesetzen gehörende ceteris paribus Bedingung in der Psychologie gewöhnlich nicht behauptet werden kann (Westermann 2000).
In der Generalisierbarkeitstheorie von Lee J. Cronbach u. a. (1972) wird ein Universum von Beobachtungen angenommen, das durch viele Facetten, u. a. Items der Aufgabe, Varianten der Aufgabe (Testformen), Beobachter, Versuche, Untersuchungstage, Rahmenbedingungen, definiert ist.
Sogenannte G-Studien (Generalizability) liefern Schätzungen für die Varianzanteile der bei einer Messprozedur für wichtig gehaltenen Beobachtungsbedingungen. Der Untersucher trifft nach seinen theoretischen und praktischen Interessen eine systematische Auswahl von Bedingungen und hat die damit verbundenen Risiken in D-Studien (Decision) abzuwägen. Solche Generalisierbarkeitskoeffizienten geben differenziertere Auskünfte als die üblichen einfachen  Koeffizienten der Reliabilität. Werner W. Wittmann baute die Konzepte von Lee J. Cronbach und Raymond B. Cattell zu einer multivariaten Reliabilitätstheorie aus.

### Individuelle Unterschiede
Die wahre (reliable) Varianz, d. h. die nicht auf Fehler und bestimmte Störfaktoren zurückzuführende Unterschiedlichkeit experimenteller Untersuchungsergebnisse, enthält häufig einen Anteil an interindividueller Varianz, der größer ist als die Varianz, die durch die eigentlich untersuchten Effekte aufgeklärt werden kann. Wenn die jeweils wichtigsten Merkmale (Parameter) der Individuen und der Untersuchungsbedingungen (Setting) nicht nur als Störfaktor und „Rauschen“ gesehen, sondern forschungsstrategisch, beispielsweise als Kovariable, berücksichtigt werden, können die Möglichkeiten verbessert werden, Gesetzmäßigkeiten zu erkennen, realistische Modelle und nützliche Vorhersagen zu entwickeln.

### Subjektive Anteile bei unabhängigen und abhängigen Variablen
Der Versuchsleiter ist darauf angewiesen, dass die Versuchspersonen die einleitende psychologische Instruktion zum Experiment richtig verstehen und befolgen.
Wenn beispielsweise in einem Experiment zur Neuropsychologie der Emotionen emotional bedeutungsvolle Bilder oder Wörter verwendet werden, setzt der Untersucher allgemein voraus, dass dieses Material von allen Vpn qualitativ in der Weise erlebt wird, wie er es geplant hat.
Die Vpn sollen auf die Stimuli (Wörter, Bilder, Aufgaben) im Prinzip so reagieren, wie es der Experimentator erwartet, sie sollen weder ein störendes Versuchspersonen-Verhalten noch ablenkende eigene Hypothesen entwickeln, also viel von dem vermeiden, was sie als bewusste Personen kennzeichnet; sie sollen sich im Prinzip wie eine austauschbare Person unter anderen verhalten.
Die experimentellen Effekte in der abhängigen Variable werden in vielen psychologischen Experimenten erfasst, indem Selbsteinstufungen mittels standardisierter Skalen (Skala, Psychometrie) und Fragebogen erhoben werden. Solche Selbstbeurteilungen sind wegen der semantisch unscharfen, oft mehrdeutigen Abstufungen und aus psychometrischen Gründen wegen der mangelnden Intervallskala (es fehlt ja ein intersubjektiv gültiges, numerisches Bezugssystem) grundsätzlich von den objektiv beobachtbaren Verhaltensreaktionen und physiologischen Messwerten zu unterscheiden.

### Systematische Replikationen?
Die Reproduzierbarkeit der Untersuchungsergebnisse durch andere Forscher gilt als grundlegend für eine empirische Wissenschaft, insbesondere in den Naturwissenschaften.
Empirische Replikationsversuche sind durch die einfacheren Metaanalysen nicht zu ersetzen. In den Literaturbanken der Psychologie sind zwar einzelne Publikationen über erfolgreiche oder misslungene Replikationsversuche zu finden, doch ist unklar, welche der Experimente  in der  Liste der klassischen Experimente in der Psychologie als repliziert gelten können.
Eine systematische Replikation ausgewählter experimenteller Arbeiten wurde erst 2012 von Brian Nosek und Mitarbeitern in dem internationalen Reproducibilty Project begonnen (siehe  Replikationskrise #Das Reproducibility Project).